# Хитрово (Струго-Красненский район)
Хитро́во — упразднённая в 1983 году деревня в Струго-Красненском районе Псковской области России. На 2019 год — улица в составе деревни Мошнино в составе сельского поселения «Марьинская волость».

## География
Находится на северо-востоке области, в центральной части района, в лесной местности около озёр Долгое, Малое и р. Черебёнка.

## История
Хитрово возникла в середине 1930-х годов (в 1933 г. ещё не значится). В 1939 году фиксируется деревня Хитрово Дубницкого национального сельсовета Струго-Красненского района.
В 1941—1944 гг. — в фашистской оккупации.
Снята с учёта в 1983 году (Ефимов, Фёдоров, 2015).
С 2009 года территориально относится к деревне Мошнино как улица Хитрово (Ефимов, Фёдоров, 2015).

## Население
В 1939 году — 17 дворов, в 1948-м — 35 хозяйств и 107 жителей, в 1958-м — 23 хозяйств и 46 жителей, в 1965-м — 15 хозяйств и 32 жителя, в 1975-м — 7 хозяйств и 13 жителей (Ефимов, Фёдоров, 2015).
После упразднения в 1983-м году жители остались: в 1987-м — 7 домов; в 2001-м — 1 житель и в 2007-м уже нет постоянных жителей (Ефимов, Фёдоров, 2015).

## Инфраструктура
В 1930-41, 1944-50 годах в деревнях Хитрово и Лычно действовал колхоз «2-й год 2-й пятилетки» (Ефимов, Фёдоров, 2015).

## Транспорт
Упразднённая деревня доступна по автодороге регионального значения58К-576 «Ровное — Высокое».